# Rehab Allawi
Rehab Allawi (également transcrit Rihab al-Allawi ou Allaoui), née le 20 janvier 1989 à Homs, est une étudiante syrienne arrêtée par la police militaire syrienne en janvier 2013 pour être venue en aide aux personnes déplacées venues de Homs durant la révolution syrienne. La photographie de son cadavre, prise par le photographe légiste « César », a fait le tour du monde, et est parfois brandie dans les manifestations réclamant la libération des prisonniers politiques syriens.

## Biographie
Originaire de Deir ez-Zor, Rehab Allawi étudie l’ingénierie en génie civil à l'université de Damas. Elle participe à des manifestations. Début 2013, au moment de son arrestation, elle a 24 ans et est en troisième année. Elle est connue pour venir en aide aux réfugiés de Homs, en leur apportant soins et médicaments, au sein d'un des comités locaux de coordination de Damas.

## Arrestation et emprisonnement
Elle est arrêtée par des brigades spéciales de la police militaire le 17 janvier 2013, vers 22 heures, alors que l'officier de police présent affirme à sa mère que « l'affaire sera close dans quelques heures ». Après son arrestation, sa famille cherche à obtenir des informations auprès de contacts qui travaillent pour le gouvernement, et verse plus de 16 400 euros de pots-de-vin, sans succès. Après quelques mois, le ministère de la Justice contacte la famille pour lui annoncer que Rehab est vivante et affirme qu'elle « est au service de la Sécurité militaire, son nom est inscrit dans le registre ». Quelques mois plus tard, un officier militaire demande à la famille de lui verser près de 165 000 euros pour délivrer Rehab et l'emmener en lieu sûr, en Turquie. Bassam, son frère, paye la somme, mais on lui dit alors que sa sœur se trouve en réalité au Liban. Son autre frère, Hamza, passe 8 mois à la chercher dans les camps du Liban, sans résultat.
En réalité, Rehab avait été transférée dans la branche 215 d’un centre de détention du régime syrien à Kfar Sousseh, dans la banlieue de Damas. Selon des témoignages d'anciennes détenues, une nuit, un garde vient la chercher et annonce qu'elle est libre, puis elle disparaît. 

## Décès et identification
Rehab est la seule femme photographiée par le photographe légiste "César" à avoir été identifiée parmi les photographies de 6 627 détenus (ainsi que 4 025 civils disparus et 1 036 soldats). 
En mars 2015, après que les photographies de César ont été publiées, sa famille l'identifie, et demande confirmation à d'anciens détenus. Sur les clichés, elle est vêtue ; l'ONG Human Rights Watch ne trouve pas d'indices apparents de torture, mais des traces d'injections intraveineuses sur son bras gauche. Son décès, probablement dû à la torture, est comme souvent, attribué officiellement à une cause naturelle par le régime.

## Utilisation de sa photographie par la télévision syrienne
En 2020, la photographie du cadavre de Rehab Allawi est utilisée dans une série policière de fiction de la télévision syrienne : « deux personnages discutent du cas d’une victime de meurtre non élucidé en feuilletant un dossier dans lequel apparaît la photo de Rihab, reconnaissable notamment grâce à la matricule 2935 et au numéro de la branche 215 écrite sur une feuille de papier posée sur son front ». Cette photographie est l'un des 45 000 photographies exfiltrées par César.
De nombreux militants de l'opposition réagissent et dénoncent le caractère sadique et irresponsable de cette utilisation pour terroriser les Syriens, le récit falsifié voire le mensonge et l'instrumentalisation de la mort de la militante. Selon la journaliste Caroline Hayek, cette utilisation a été faite sciemment et correspond à la communication du régime, qui a parfois comme objectif « de rappeler de quoi le régime est capable et jusqu’où il peut aller, en toute impunité, afin de dissuader les potentiels contestataires ».
Fadel Abdul Gahny, le président du Réseau syrien des droits de l’homme, y voit également une manœuvre destinée à « réécrire l’Histoire, de détruire la réalité et de construire sa propre version. Le régime veut que les gens croient que César n’existe pas, que tout cela est faux. »